# Élections législatives de 1986 dans le Finistère
Les élections législatives françaises de 1986 ont lieu le 16 mars 1986. Dans le département du Finistère, huit députés sont à élire dans le cadre d'un scrutin proportionnel par liste départementale à un seul tour.

## Élus
| Député élu          |  | Parti     |
| ------------------- |  | --------- |
| Louis Le Pensec     |  | PS        |
| Marie Jacq          |  | PS        |
| Joseph Gourmelon    |  | PS        |
| Jean Peuziat        |  | PS        |
| Jean-Louis Goasduff |  | RPR       |
| Charles Miossec     |  | RPR       |
| Jean-Yves Cozan     |  | UDF (CDS) |
| Marc Bécam          |  | diss. RPR |

## Résultats

### Résultats à l'échelle du département
| Liste Parti politique | Liste Parti politique                                                                              | Tête de liste       | Tour unique | Tour unique | Sièges |
| Liste Parti politique | Liste Parti politique                                                                              | Tête de liste       | Voix        | %           | Sièges |
| --------------------- | -------------------------------------------------------------------------------------------------- | ------------------- | ----------- | ----------- | ------ |
|                       | Pour une majorité de progrès avec le président de la République Parti socialiste (MRG)             | Louis Le Pensec     | 178 798     | 38,12       | 4      |
|                       | Finistère Opposition, liste d'union de l'opposition RPR-UDF Rassemblement pour la République (UDF) | Jean-Louis Goasduff | 175 795     | 37,48       | 3      |
|                       | Union pour le Finistère diss. Rassemblement pour la République                                     | Marc Bécam          | 51 006      | 10,87       | 1      |
|                       | Liste présentée par le Parti communiste français Parti communiste français                         | Sylvie Le Roux      | 31 852      | 6,79        | 0      |
|                       | Rassemblement national Front national                                                              | Jean-Pierre Blavec  | 26 816      | 5,71        | 0      |
|                       | Mouvement pour un parti des travailleurs Extrême gauche (Mouvement pour un parti des travailleurs) | Jean-Claude Le Fell | 4 668       | 0,99        | 0      |
|                       | |                     |             |             |        |
| Inscrits              | Inscrits                                                                                           | Inscrits            | 611 779     | 100,00      | 8      |
| Abstentions           | Abstentions                                                                                        | Abstentions         | 128 256     | 20,96       |        |
| Votants               | Votants                                                                                            | Votants             | 483 523     | 79,04       |        |
| Blancs et nuls        | Blancs et nuls                                                                                     | Blancs et nuls      | 14 588      | 3,02        |        |
| Exprimés              | Exprimés                                                                                           | Exprimés            | 468 935     | 96,98       |        |

### Listes complètes en présence
| Liste Étiquette politique (partis et alliances) | Liste Étiquette politique (partis et alliances)                                                                                   | Candidats (et remplaçants éventuels) |
| ----------------------------------------------- | --- | --- |
|                                                 | Pour une majorité de progrès avec le président de la République Parti socialiste - Mouvement des radicaux de gauche               | 1. Louis Le Pensec 2. Marie Jacq 3. Joseph Gourmelon 4. Jean Peuziat 5. Jean Beaufort 6. Geneviève Garros 7. Michel Kerjean 8. Pierre Donval (MRG) ————————————9. Francis Garo 10. Marc Labbey                                                                     |
|                                                 | Finistère Opposition, liste d'union de l'opposition RPR-UDF Rassemblement pour la République - Union pour la démocratie française | 1. Jean-Louis Goasduff (RPR) 2. Charles Miossec (RPR) 3. Jean-Yves Cozan (CDS) 4. Ambroise Guellec (CDS) 5. Alain Gérard (RPR) 6. Michel Morvan (CDS) 7. Hervé Tinevez (RPR) 8. Arnaud Cazin d'Honincthun (CDS) ————————————9. Jean-Noël Moal 10. Yvon Callec (AD) |
|                                                 | L'Union pour le Finistère Rassemblement pour la République diss.                                                                  | 1. Marc Bécam 2. Hubert Oudin 3. Michel Bellion 4. Gwénola Wilczyk-Calvez 5. Michel Duplant 6. François de Solminihac 7. Louise Laniesse-Bannier 8. Gabriel de Poulpiquet ————————————9. Eugène Chapalain 10. Jean Crenn                                           |
|                                                 | Liste présentée par le Parti communiste français Parti communiste français                                                        | 1. Sylvie Le Roux 2. Michel Mazéas 3. Piero Rainero 4. Alain David 5. Germaine Scoarnec 6. Robert Cleuziou 7. Jean Kervision 8. Jean-Yves Lainé ————————————9. R. Monfort 10. Yvon Istin                                                                           |
|                                                 | Rassemblement national Front national                                                                                             | 1. Jean-Pierre Blavec 2. Michel Dor 3. Eric Calméjane 4. Bernard Pacreau 5. Jean Le Saux 6. Claude Herrmann-Larsonneur 7. Gabriel Mazéo 8. Bruno Pensec ————————————9. Pierre Turpaud 10. Marie-Madeleine Mazé                                                     |
|                                                 | Liste du Mouvement pour un parti des travailleurs Finistère Mouvement pour un parti des travailleurs                              | 1. Jean-Claude Le Fell 2. Roger Calvez 3. Annie Le Goff 4. Bernard Donguy 5. Joël Guéné 6. Yvon Le Gac 7. Jean-Claude Sage 8. Pascal Jouchet ————————————9. Martial Baudouin 10. Jean-Luc Bothorel                                                                 |